# 小斯克尼特
50°28′22″N 26°55′58″E / 50.47278°N 26.93278°E
小斯克尼特（烏克蘭語：Малий Скнит），是烏克蘭西部的村莊，隸屬赫梅利尼茨基州的舍佩蒂夫卡區。該村處於尼爾卡河畔，面積1.05平方公里，海拔高度220米，2001年人口447。